# Autostrada A3 (Niemcy)
Autostrada A3 (niem. Bundesautobahn 3 (BAB 3) także Autobahn 3 (A3)) – autostrada w Niemczech przebiegająca od holenderskiej granicy w miejscowości Elten (odkąd dalej prowadzi holenderska A12) wzdłuż prawej strony dolnego Renu, zachodnią część Zagłębia Ruhry (Oberhausen, Duisburg, Mülheim an der Ruhr, Düsseldorf), obszar Kolonii, region Ren-Men (Wiesbaden, Frankfurt, Offenbach, Hanau), Frankonię, Górny Palatynat (Oberpfalz) obok Ratyzbony i dolną Bawarię w kierunku Pasawy i w miejscowości Suben przechodzi w austriacką A8. Autostrada A3 jest częścią tras europejskich: E34, E35, E41, E42, E43, E45 i E56. A3 jest jednym z najważniejszych szlaków drogowych w Europie.

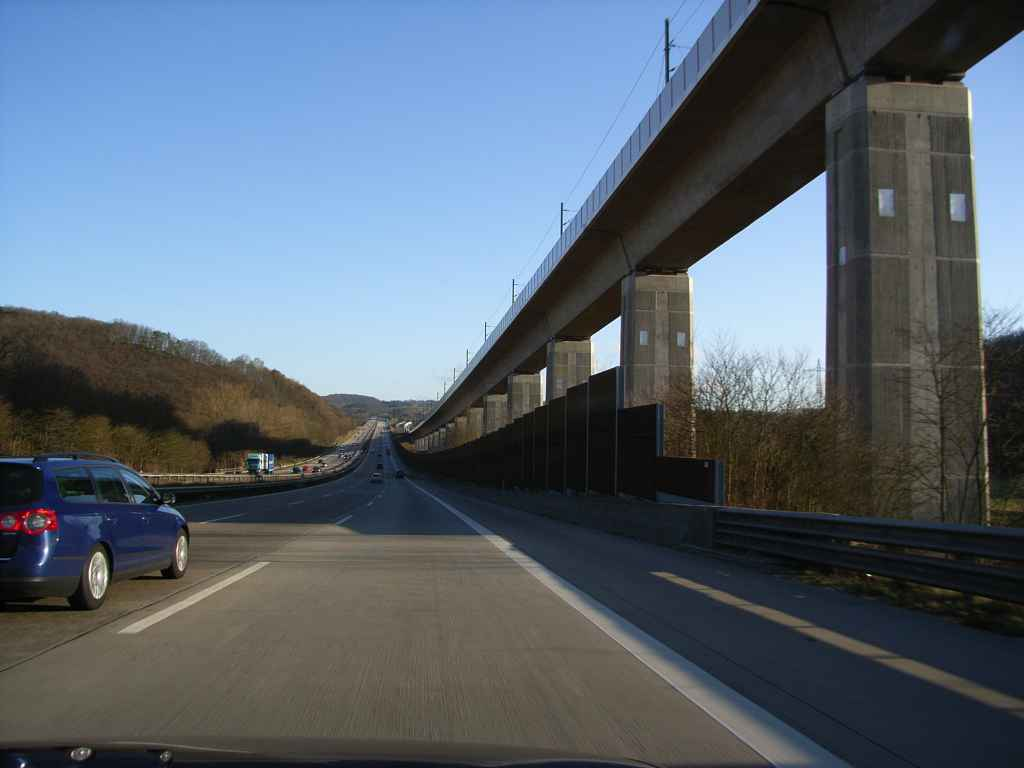
A3 wzdłuż linii ICE

Odcinek autostrady A3 od Köln Dellbrück do Kreuz Köln-Ost należy do najbardziej ruchliwych tras w Niemczech (165 tys. samochodów/dzień – 5. miejsce). Do pierwszej dziesiątki najbardziej zakorkowanych dróg w Niemczech należą jeszcze: Köln Mülheim do Köln Dellbrück (7. miejsce – 158 tys. samochodów/dzień) oraz odcinek Kreuz Leverkusen do Leverkusen (8. miejsce – 152,4 tys. samochodów/dzień) (stan na 2005).
Między Kolonią a Frankfurtem nad Menem, równolegle do A3, przebiega linia kolei dużych prędkości łączącej Frankfurt z Kolonią, wybudowanej w latach 1995–2002 kosztem 6 mld euro, na której pociągi poruszają się z prędkością ponad 300 km/h. Od Regensburga autostrada A3 biegnie wzdłuż Dunaju.

## Historia
Od 1936 do 1940 roku powstał odcinek autostrady A3 od Oberhausen (w połączeniu z A2) przez Kolonię do Wiesbaden. Połączenie od Oberhausen do Holandii („trasa holenderska”), budowane było w latach 1939–1942 i 1958–1965. W latach 50. XX wieku powstał też odcinek od Wiesbaden do obszaru Würzburga. Dopiero w 1984 roku ukończono odcinek biegnący przez Bawarię do austriackiej granicy.
W 1992 roku wprowadzono nowe rozporządzenie dotyczące sieci autostrad w Niemczech. W jego następstwie dokonano wielu zmian w oznakowaniu, m.in. zredukowano liczbę punktów docelowych na tablicach informacyjnych, co spowodowało znaczną utratę informacji w zachodniej części Niemiec. Jednocześnie wprowadzono numerację wszystkich zjazdów, węzłów i skrzyżowań całej sieci autostrad.
W następstwie powyższych zmian, poprzez połączenie wcześniejszego odcinka A2 od holenderskiej granicy w Straelen w kierunku na Duisburg z wcześniejszą autostradą A430 (Duisburg – Keiserberg – Dortmund) powstała autostrada A40. Podwójne oznaczenie A2 A3 dla wspólnego odcinka autostrady od Kreuz Duisburg-Kaiserberg do Autobahnkreuz Oberhausen mogło zostać zredukowane w ten sposób jedynie do A3. Jednocześnie przemianowano przyłącza odcinka autostrady przebiegającego wzdłuż granicy miasta Duisburg/Oberhausen. Przyłącze Duisburg-Meiderich otrzymało nowe określenie Oberhausen-Lirich, skrzyżowanie Duisburg/Oberhausen, które w całości leży na obszarze Duisburga otrzymało nazwę Kreuz Oberhausen-West a przyłącze Duisburg-Hamborn przemianowano na Oberhausen-Holten. Kreuz Duisburg-Kaiserberg skorygowano na Kreuz Kaiserberg. Wskazania na Duisburg wzdłuż A3 w kierunku Köln zostały skreślone.

## A3 obecnie

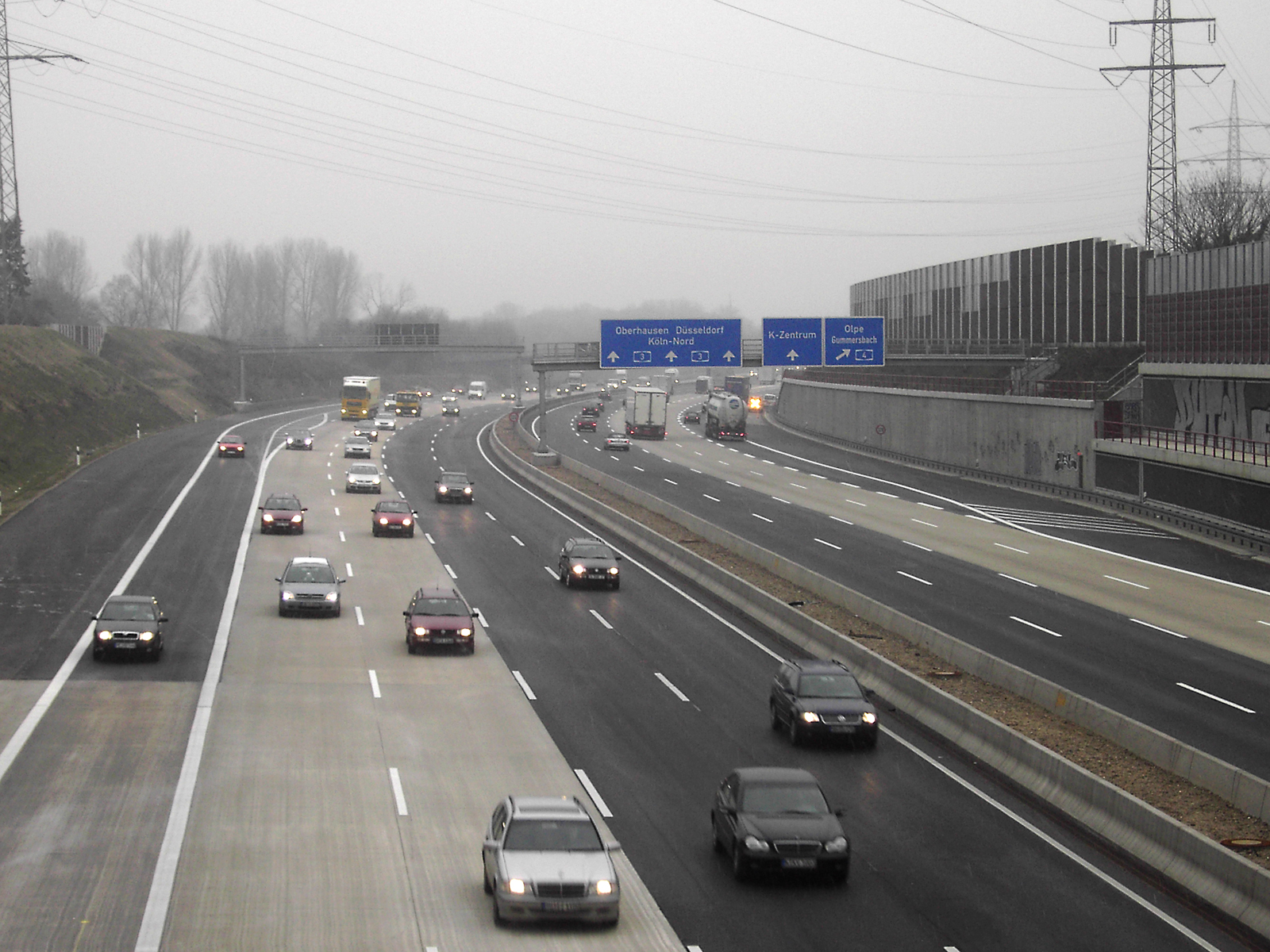
A3 na obwodnicy Kölner Ring

Od Oberhausen do Aschaffenburg West i od Aschaffenburg Ost do Hösbach istnieje 6-pasmówka (po 3 pasy ruchu w każdym kierunku), od Mönchhof-Dreieck do Wiesbadener Kreuz 7-pasmówka (4 pasy w kierunku Köln, 3 w kierunku Würzburga). Od Frankfurter Kreuz do Offenbach, jak i na części obwodnicy Kolonii (Kölner Ring) są już po 4 pasy ruchu w każdym kierunku. Także od Frauenaurach aż do autostrady A9 w miejscu Kreuz Nürnberg są do dyspozycji po 3 pasy ruchu. W kierunku przeciwnym „trójpasmówka” kończy się już w Kreuz Fürth/Erlangen, gdzie łączy się z autostradą A73.

### Odcinek Aschaffenburg West do Aschaffenburg Ost
W roku 2006 rozpoczęła się przebudowa odcinka Aschaffenburg West do Aschaffenburg Ost – do końca 2009 roku miały być tam po 3 pasy ruchu w każdym kierunku. Jednak nie obyło się bez nieszczęść. 23 października 2006 roku wydarzył się śmiertelny wypadek. Podczas prac nad nowym pasem ruchu frezarka drogowa natrafiła na bombę lotniczą z czasów II wojny światowej. Bomba eksplodowała, zabijając na miejscu jednego robotnika. Siła wybuchu była tak duża, że oprócz maszyny, która uległa całkowitemu zniszczeniu, uszkodzonych zostało wiele urządzeń znajdujących się w pobliżu, jak też i pobliskie budynki. Prace zostały na jakiś czas wstrzymane a saperzy po dokładnym przeszukaniu terenu odnaleźli kolejne niewybuchy (również na większej głębokości).

## Planowanie

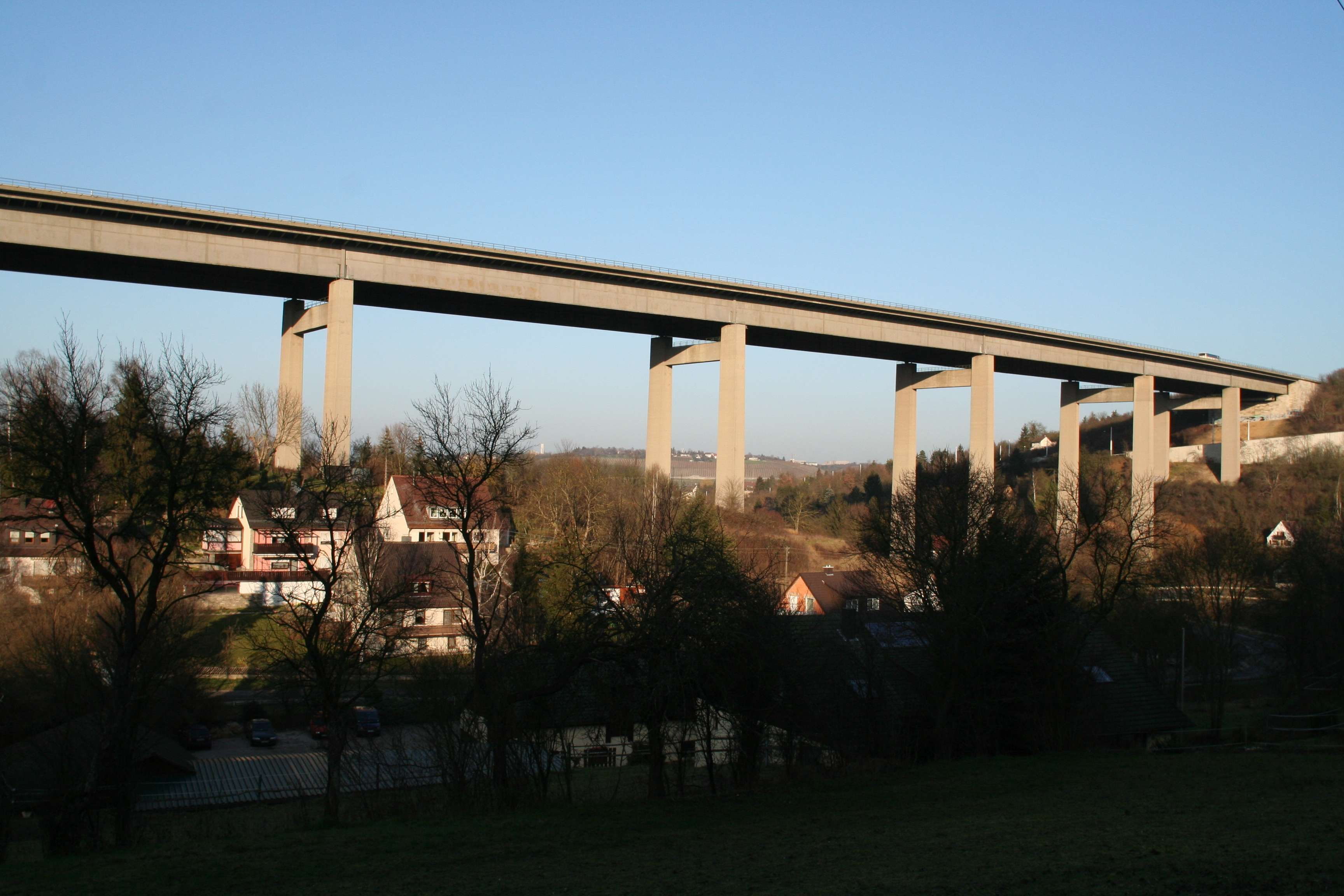
Most w dolinie Heidingsfeld

W przyszłości planuje się rozbudować autostradę A3 (o trzeci pas ruchu) od Aschaffenburga przez Spessart, część Frankonii, do Würzburga. Są to działania pierwszoplanowe, a odcinek jest traktowany priorytetowo. Dla przeważającej części tego odcinka uzyskano już zresztą pozwolenie na budowę. W obszarze Würzburga planuje się ostatni odcinek tej autostrady, a stosowne dokumenty o pozwolenie na budowę zostały złożone na początku 2007 roku. Tutaj, w dzielnicy Heuchelhofberg, most w dolinie Heidingsfeld zostanie położony niżej niż planowano, a w górze Katzberg zostanie przekopany tunel (Katzbergtunnel).
Również odcinek od Würzburga do Erlangen będzie miał po 3 pasy ruchu w każdym kierunku, natomiast od Offenbach do Hanau, jak i między Wiesbadener Kreuz do Frankfurter Kreuz planuje się oddać po 4 pasy ruchu. Na dalszym planie (aczkolwiek również potrzebne) jest rozbudowa odcinka AK Regensburg – AS Rosenhof (po 3 pasy ruchu).